# إزيكويل كاربوني
إزيكويل أليخو كاربوني (بالإسبانية: Ezequiel Alejo Carboni) الشهير باسم إزيكويل كاربوني (مواليد 4 أبريل 1979 في بوينس آيرس - الأرجنتين) لاعب كرة قدم أرجنتيني يلعب حاليا لصالح نادي الدرجة الأولى كاتانيا الإيطالي منذ 2008 في مركز الوسط المدافع .

## روابط خارجية
- إزيكويل كاربوني على موقع قاعدة بيانات كرة القدم.إي يو (الإنجليزية)
- إزيكويل كاربوني على موقع عالم كرة القدم.نت (الإنجليزية)